# Радонич, Неманя
Нема́ня Радо́нич (серб. Немања Радоњић; распространено также неправильное русское прочтение — Неманья Радоньич; родился 15 февраля 1996 года в Нише, Югославия) — сербский футболист, вингер клуба «Црвена звезда» и сборной Сербии. Участник чемпионатов мира 2018 и 2022 годов.

## Клубная карьера

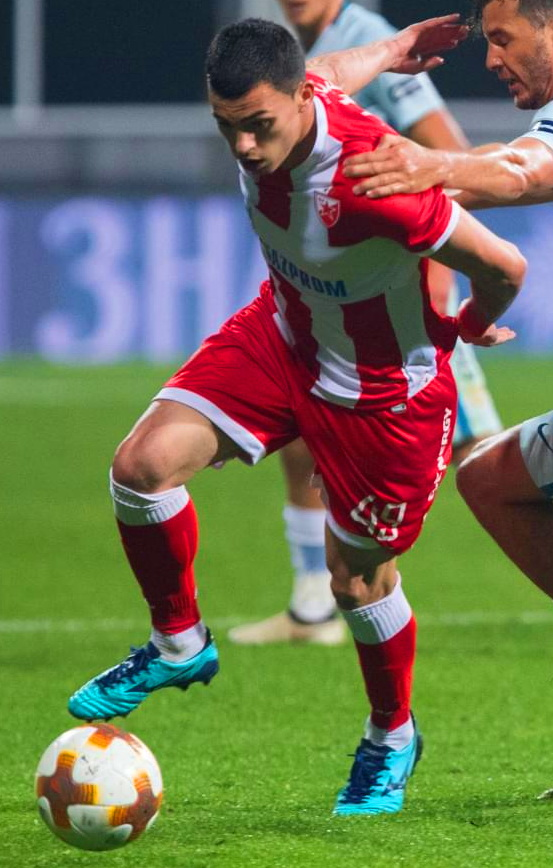
Радонич в составе «Црвены звезды»

Радонич — воспитанник клубов «Раднички» из своего родного города. Ещё будучи ребёнком он перешёл в академию столичного «Партизана», а спустя несколько месяцев в румынский «Вииторул». В 2014 году Неманья подписал свой первый профессиональный контракт с итальянской «Ромой», сроком на пять лет. В том же году он на правах аренды был отдан в молодёжную команду «Эмполи». В начале 2016 года Радонич на правах аренды вернулся на родину в клуб «Чукарички». 27 марта в матче против «Младости» из Лучани он дебютировал в сербской Суперлиге. В этом же поединке Неманья забил свой первый гол за «Чукарички». Летом 2017 года Радонич перешёл в «Црвену звезду», подписав контракт на четыре года. 30 июля в матче против «Рада» он дебютировал за новую команду. 24 августа в поединке квалификации Лиги Европы против российского «Краснодара» Неманья забил свой первый гол за «Црвену звезду». В 2018 году он помог клубу выиграть чемпионат.
30 августа 2018 года Радонич перешёл в марсельский «Олимпик». Сумма трансфера составила 12 млн евро. Контракт заключён на пять лет. 16 сентября в матче против «Генгама» он дебютировал в Лиге 1. 24 ноября 2019 года в поединке против «Тулузы» Неманя забил свой первый гол за «Олимпик». 
В начале 2021 года Радонич на правах аренды перешёл в берлинскую «Герту». 5 февраля в матче против мюнхенской «Баварии» он дебютировал в Бундеслиге. 6 мая в поединке против «Фрайбурга» Ниманя забил свой первый гол за «Герту». Летом 2021 года Радонич был арендован лиссабонской «Бенфикой». 24 октября в матче против «Визелы» он дебютировал в Сангриш лиге. 
7 июля 2022 года Радонич на правах аренды перешёл в итальянский «Торино» до конца сезона 2022/23. 6 августа в поединке Кубка Италии против «Палермо» Неманя дебютировал за основной состав. 13 августа в матче против «Монцы» он дебютировал в итальянской Серии А. 27 августа в поединке против «Кремонезе» Неманя забил свой первый гол за «Торино».
3 сентября 2024 года Радонич подписал контракт на два плюс один год с «Црвеной звездой», что ознаменовало его возвращение в клуб после шести лет.

## Карьера в сборной
В 2017 году в составе молодёжной сборной Сербии Радонич принял участие в домашнем молодёжном чемпионате Европы. На турнире он сыграл в матчах против команд Португалии и Испании.
14 ноября 2017 года в товарищеском матче против сборной Южной Кореи Радонич дебютировал за сборную Сербии, заменив во втором тайме Андрию Живковича.
В 2018 году Радонич принял участие в чемпионате мира в России. На турнире он сыграл в матчах против команд Швейцарии и Бразилии.
В 2022 году Радонич во второй раз принял участие в чемпионате мира в Катаре. На турнире он сыграл в матчах против команд Бразилии, Камеруна и Швейцарии.

### Голы за сборную Сербии
| #   | Дата             | Место                                | Противник  | Результат | Счет | Соревнование                       |
| --- | ---------------- | ------------------------------------ | ---------- | --------- | ---- | ---------------------------------- |
| 01. | 10 сентября 2019 | Жози Бартель, Люксембург, Люксембург | Люксембург | 0:2       | 1:3  | Чемпионат Европы 2020 квалификация |
| 02. | 14 ноября 2019   | Райко Митич, Белград, Сербия         | Люксембург | 3:1       | 3:2  | Чемпионат Европы 2020 квалификация |
| 03. | 15 ноября 2020   | Ференц Пушкаш, Будапешт, Венгрия     | Венгрия    | 0:1       | 1:1  | Лига наций 2020/2021               |
| 04. | 18 ноября 2020   | Райко Митич, Белград, Сербия         | Россия     | 1:0       | 5:0  | Лига наций 2020/2021               |
| 05. | 5 июня 2022      | Райко Митич, Белград, Сербия         | Словения   | 4:1       | 4:1  | Лига наций 2022/2023               |

## Достижения
Клубные
«Црвена звезда»
- Чемпион Сербии: 2017/18